# 9 (število)
9 (devét) je naravno število, za katero velja 9 = 8 + 1 = 10 − 1.

## V matematiki
- drugo Kaprekarjevo število.
- tretje polpraštevilo.
- tretje kvadratno število {\displaystyle 9=3^{2}\,\!}.
- tretje Prothovo število 9 = 23 + 1.
- tretje Cullenovo število {\displaystyle 9=2\cdot 2^{2}+1}.
- četrto sestavljeno število.
- četrto srečno število.
- peto desetiško samoštevilo.
- šesto Størmerjevo število.
- Harshadovo število.

Vsako pozitivno celo število je vsota največ 9. enakih ali različnih kubov (glej Waringov problem).

## V znanosti
- vrstno število 9 ima fluor (F).

## V mitologiji
Že Pitagora je spoštoval število 9, kot izjemno število ker seštevki zmožkov števil od 1 do 9 dajejo vedno znova število 9, kot sledi:
- 1 · 9 = 9 (0+9 = 9),
- 2 · 9 = 18 (1+8 = 9),
- 3 · 9 = 27 (2+7 = 9),
- 4 · 9 = 36 (3+6 = 9),
- 5 · 9 = 45 (4+5 = 9),
- 6 · 9 = 54 (5+4 = 9),
- 7 · 9 = 63 (6+3 = 9),
- 8 · 9 = 72 (7+2 = 9),
- 9 · 9 = 81 (8+1 = 9).

V mitologiji poznamo tudi 9 muz, to število je uporabljeno tudi v mnogih pravljicah za devetimi gorami, za devetimi vodami, itd.

## Drugo

### Leta
- 9 pr. n. št., 9, 2009